# 慕迪亚
慕迪亚，马来西亚政治人物，公正党籍，曾经担任雪兰莪州议会武吉美拉华帝议员 。

## 政治生涯
2008年3月8日，慕迪亚于马来西亚第12届全国大选中胜出，当选为雪兰莪州议会武吉美拉华帝议员。